# Paris–Nizza 2025
Die Radfernfahrt Paris–Nizza 2025 war die 83. Austragung des französischen Etappenrennens. Das Radrennen fand vom 9. bis zum 16. März im Rahmen von acht Etappen statt und ist Teil der UCI WorldTour 2025. Im Jahr 2025 wurde Paris–Nizza parallel zu Tirreno–Adriatico ausgetragen.
Der US-Amerikaner Matteo Jorgenson (Team Visma-Lease a Bike) verteidigte seine Gesamtsieg aus dem Vorjahr und setzte sich mit einem Vorsprung von einer Minute und 15 Sekunden vor dem Deutschen Florian Lipowitz (Red Bull-Bora-hansgrohe) durch, der im Alter von 24 Jahren die Nachwuchswertung gewann. Der dritte Gesamtrang ging an Thymen Arensman (Ineos Grenadiers). Der Däne Mads Pedersen (Lidl-Trek) entschied die Punktewertung für sich, während der Franzose Thomas Gachignard (TotalEnergies) die Bergwertung gewann. Mit drei Fahrern in den Top 10 setzten sich die Ineos Grenadiers in der Mannschaftswertung durch.

## Streckenführung
Insgesamt mussten die Fahrer auf den acht Etappen 1167,7 Kilometer zurücklegen. Es standen zwei flache, zwei hüglige, drei Bergetappen sowie ein Mannschaftszeitfahren auf dem Programm. Der Auftakt der Fernfahrt erfolgte auf einem hügligen Rundkurs mit Start und Ziel in Le Perray-en-Yvelines im Großraum Paris. Nach einem flachen Abschnitt zwischen Montesson und Bellegarde wurde in Nevers ein 28,4 Kilometer langes Mannschaftszeitfahren ausgetragen, dessen Start auf dem Circuit de Nevers Magny-Cours erfolgte. Im Anschluss wurde das Etappenrennen im südlichen Vichy mit einem anspruchsvollen Abschnitt im Zentralmassiv fortgesetzt. Die Etappe endete in La Loge des Gardes auf einer Höhe von 1077 Metern und stellte somit die erste Bergankunft dar. Nach einem hügligen Teilstück, das mit einem kurzen, steilen Schlussanstieg in La Côte-Saint-André zu Ende ging, führte die sechste Etappe flach entlang der Rhone nach Berre-l’Étang nahe Marseille. Die Entscheidung im Kampf um den Gesamtsieg fiel auf den letzten beiden Abschnitten, die traditionell durch die Seealpen führen. Die siebte Etappe endete mit einer Bergankunft auf dem höchsten Punkt der Rundfahrt in Auron (1614 m), wobei der Abschnitt aufgrund des schlechten Wetters um 40 Kilometer verkürzt wurde. Die Schlussetappe wurde auf einem neuen Rundkurs in den Hügeln um Nizza ausgetragen.
| Etappe         | Datum             | Strecke                                       | Typ                   | km     |
| -------------- | ----------------- | --------------------------------------------- | --------------------- | ------ |
| 1              | So, 9. März 2025  | Le Perray-en-Yvelines – Le Perray-en-Yvelines | Mittelgebirgsetappe   | 156,5  |
| 2              | Mo, 10. März 2025 | Montesson – Bellegarde                        | Flachetappe           | 183,9  |
| 3              | Di, 11. März 2025 | Circuit de Nevers Magny-Cours – Nevers        | Mannschaftszeitfahren | 28,4   |
| 4              | Mi, 12. März 2025 | Vichy – La Loge des Gardes                    | Hochgebirgsetappe     | 163,4  |
| 5              | Do, 13. März 2025 | Saint-Just-en-Chevalet – La Côte-Saint-André  | Mittelgebirgsetappe   | 196,5  |
| 6              | Fr, 14. März 2025 | Saint-Julien-en-Saint-Alban – Berre l’Étang   | Flachetappe           | 209,8  |
| 7              | Sa, 15. März 2025 | Nizza – Auron                                 | Hochgebirgsetappe     | 109,3  |
| 8              | So, 16. März 2025 | Nizza – Nizza                                 | Hochgebirgsetappe     | 119,9  |
| Gesamtdistanz: | Gesamtdistanz:    | Gesamtdistanz:                                | Gesamtdistanz:        | 1167,7 |

## Reglement
Im Rahmen der 83. Auflage wurden Trikots für die Gesamtwertung (gelb), Punktwertung (dunkelgrün), Bergwertung (weiß mit roten Punkten) und Nachwuchswertung (weiß) vergeben. Zusätzlich gab es eine Teamwertung (gelbe Rückennummer) und eine Auszeichnung des aktivsten Fahrers (beige Rückennummer). Der aktivste Fahrer wurde von einer Jury nach jeder Etappe gewählt. Für die Teamwertung wurden die Zeiten der drei besten Fahrer pro Etappe zusammengezählt. Beim Mannschaftszeitfahren wurden die individuellen Zeiten der Fahrer genommen, wobei die Zeit des schnellsten Fahrers das Team in der Etappenwertung repräsentierte. Während den Etappen gab es die Möglichkeit, Zeitbonifikationen zu gewinnen, um sich in der Gesamtwertung zu verbessern. Die Vergabe der Sekunden sowie der Punkte für die Punkte- und Bergwertung wird in der folgenden Tabelle erklärt.
|                 |                                   | 1. | 2. | 3. | 4. | 5. | 6. | 7. | 8. | 9. | 10. | Platz    | Hinweis                         |
| Punktewertung   | Zielankunft (flache Etappen)      | 25 | 22 | 20 | 18 | 16 | 14 | 12 | 10 | 8  | 6   | Punkte   | Etappen 1, 2, 5                 |
| Punktewertung   | Zielankunft (profilierte Etappen) | 15 | 12 | 10 | 8  | 6  | 5  | 4  | 3  | 2  | 1   | Punkte   | Etappen 4, 6, 7, 8              |
| Punktewertung   | Zwischensprint                    | 6  | 4  | 2  |    |    |    |    |    |    |     | Punkte   |                                 |
| Bergwertung     | 1. Kategorie                      | 10 | 5  | 3  | 2  | 1  |    |    |    |    |     | Punkte   | doppelte Punkte bei Bergankunft |
| Bergwertung     | 2. Kategorie                      | 5  | 3  | 2  | 1  |    |    |    |    |    |     | Punkte   | doppelte Punkte bei Bergankunft |
| Bergwertung     | 3. Kategorie                      | 3  | 2  | 1  |    |    |    |    |    |    |     | Punkte   | doppelte Punkte bei Bergankunft |
| Bonussekununden | Zielankunft                       | 10 | 6  | 4  |    |    |    |    |    |    |     | Sekunden |                                 |
| Bonussekununden | Zwischensprint                    | 6  | 4  | 2  |    |    |    |    |    |    |     | Sekunden |                                 |

## Teilnehmende Mannschaften und Fahrer
Neben den 18 UCI WorldTeams starten auch 4 UCI ProTeams bei der Fernfahrt. Für jedes Team waren sieben Fahrer startberechtigt.
Als Top-Favorit galt der zweifache Tour-de-France-Sieger Jonas Vingegaard, der gemeinsam mit dem Vorjahressieger Matteo Jorgenson eine Doppelspitze des Team Visma-Lease a Bike bildete. Weitere bekannte Gesamtklassement-Fahrer sind João Almeida, Pavel Sivakov, Brandon McNulty (alle UAE Team Emirates-XRG), Mattias Skjelmose Jensen (Lidl-Trek), Alexander Wlassow, Florian Lipowitz (beide Red Bull-Bora-hansgrohe), Ben O’Connor (Team Jayco AlUla), Lenny Martinez, Santiago Buitrago (beide Bahrain Victorious), Felix Gall (Decathlon AG2R La Mondiale Team), Thymen Arensman (Ineos Grenadiers), Guillaume Martin (Groupama-FDJ), Maximilian Schachmann und Ilan Van Wilder (beide Soudal Quick-Step).
Bei den flachen Etappen galten die Sprinter Tim Merlier (Soudal Quick-Step), Mads Pedersen (Lidl-Trek), Alexander Kristoff (Uno-X Mobility), Arnaud Démare (Arkéa-B&B Hotels), Michael Matthews (Team Jayco AlUla), Sebastián Molano (UAE Team Emirates-XRG), Fabio Jakobsen, Tobias Lund Andresen (beide Team Picnic PostNL) und Alberto Dainese (Tudor Pro Cycling Team) als potenzielle Etappensieger.
Weitere interessante Starter waren Julian Alaphilippe (Tudor Pro Cycling) und der zweifache U23-Cyclocross-Weltmeister Tibor Del Grosso, der sein erstes Rennen für die Alpecin-Deceuninck-Mannschaft bestritt.
| UCI WorldTeams | UCI WorldTeams                  | UCI WorldTeams | UCI WorldTeams          | UCI WorldTeams | UCI WorldTeams          | UCI ProTeams | UCI ProTeams           |
| -------------- | ------------------------------- | -------------- | ----------------------- | -------------- | ----------------------- | ------------ | ---------------------- |
| ADC            | Alpecin-Deceuninck              | IGD            | Ineos Grenadiers        | DFP            | Team Picnic PostNL      | CJR          | Caja Rural-Seguros RGA |
| ARK            | Arkéa-B&B Hotels                | GFC            | Intermarché-Wanty       | TVL            | Team Visma-Lease a Bike | TEN          | Team TotalEnergies     |
| TBV            | Bahrain Victorious              | LTK            | Lidl-Trek               | UAD            | UAE Team Emirates-XRG   | TUD          | Tudor Pro Cycling Team |
| COF            | Cofidis                         | MOV            | Movistar Team           | XAT            | XDS Astana Team         | UXM          | Uno-X Mobility         |
| DAT            | Decathlon AG2R La Mondiale Team | RBH            | Red Bull-Bora-hansgrohe |                |                         |              |                        |
| EFE            | EF Education-EasyPost           | SOQ            | Soudal Quick-Step       |                |                         |              |                        |
| GFC            | Groupama-FDJ                    | JAY            | Team Jayco AlUla        |                |                         |              |                        |

## Rennverlauf und Ergebnisse
Die 1. Etappe endete in einem Massensprint, den der Belgier Tim Merlier (Soudal Quick-Step) vor Arnaud Démare (Arkéa-B&B Hotels) und Alberto Dainese (Tudor) gewann. Das hüglige Profil sorgte immer wieder für Tempoverschärfungen im Feld, wobei sich keine Gruppe entscheidend absetzen konnte. beim Zwischensprint sicherten sich Jhonatan Narváez (UAE Team Emirates-XRG), Matteo Jorgenson (Visma-Lease a Bike) und Magnus Sheffield (Ineos Grenadiers) 6,4 bzw. 2 Bonussekunden.
Nach einem Auftaktsieg gewann Tim Merlier auch die zweite Etappe, wobei er sich diesmal im Sprint vor Emilien Jeannière (TotalEnergies) und Mads Pedersen (Lidl-Trek) durchsetzte. Zudem baute er seine Führung in der Gesamtwertung auf 14 Sekunden aus. Im Finale kam es zu mehreren Stürzen, wobei keiner der Favoriten in Mitleidenschaft gezogen wurde. Matteo Jorgenson sicherte sich beim Zwischensprint eine weitere Bonussekunde.
Das 28,4 Kilometer lange Mannschaftszeitfahren der 3. Etappe gewann das Team Visma-Lease a Bike, das mit Matteo Jorgenson und Jonas Vingegaard zwei Fahrer in einer Zeit von 30 Minuten und 26 Sekunden über die Ziellinie führte. Matteo Jorgenson übernahm das Gelbe Trikot von Tim Merlier und führte die Fernfahrt nun mit einem Vorsprung von sechs Sekunden vor Jonas Vingegaard an. Die weiteren Podiumsplatzierungen gingen an die Teams Jayco AlUla und Red Bull-Bora-hansgrohe, die mit ihren Gesamtklassement-Fahrern einen Rückstand von 15 bzw. 25 Sekunden aufwiesen. Mattias Skjelmose Jensen büßte mit der Lidl-Trek-Mannschaft 30 Sekunden ein, während das UAE Team Emirates-XRG um João Almeida 42 Sekunden verlor. Sein Teamkollege Brandon McNulty verlor zwei weitere Sekunden, während Pavel Sivakov rund vier Minuten einbüßte.
Die 4. Etappe endete mit der ersten Bergankunft in La Loge des Gardes auf einer Höhe von 1077 Metern. Aufgrund der regnerischen Bedingungen wurde das Rennen zwischen den Kilometermarken 117 und 134 neutralisiert, ehe die Fahrer die letzten knapp 30 Kilometer in Angriff nahmen. Bereits zuvor hatten sich die beiden Ineos Grenadiers Tobias Foss und Joshua Tarling vom Hauptfeld abgesetzt, wobei Ersterer das Rennen im Schlussanstieg über längere Zeit anführte. Der Norweger wurde jedoch rund zwei Kilometer vor dem Ziel von Jonas Vingegaard gestellt, der sich als Solist von den anderen Gesamtklassement-Fahrern abgesetzt hatte. Auf den letzten Metern wurde der zweifache Tour-de-France-Sieger jedoch von dem Portugiesen João Almeida abgefangen, der die Etappe mit einem Vorsprung von einer Sekunde gewann. Platz drei ging mit zwei Sekunden Rückstand an Mattias Skjelmose Jensen, gefolgt von Lenny Martinez (Groupama-FDJ), Florian Lipowitz (Red Bull-Bora-hansgrohe) und dem gesamtführenden Matteo Jorgenson, der sechs Sekunden auf den Etappensieger verlor und das Gelbe Trikot aufgrund der Zeitbonifikationen abgeben musste. Jonas Vingegaard konnte zwar die Etappe nicht gewinnen, übernahm jedoch die Gesamtführung und lag nun fünf Sekunden vor seinem Teamkollegen. Der Gesamtdritte Mattias Skjelmose Jensen wies bereits einen Rückstand von 33 Sekunden auf. Die großen Verlierer der Etappe waren Ben O’Connor (Jayco AlUla) und Santiago Buitrago (Bahrain Victorious), der das Rennen aufgrund eines Sturzes aufgeben musste.
Auf der 5. Etappe kam der gesamtführende Jonas Vingegaard zu Sturz und verlor im Schlussanstieg 26 Sekunden, womit er das Gelbe Trikot nach nur einem Tag abgeben musste. Den Etappensieg sicherte sich der Franzose Lenny Martinez, der sich in den steilen Rampen mit einem Vorsprung von drei Sekunden vor Clément Champoussin (XDS Astana), Matteo Jorgenson und Harold Tejada (XDS Astana). Auf den nachfolgenden Plätzen folgten Florian Lipowitz und João Almeida mit sechs bzw. sieben Sekunden Rückstand. Neben Jonas Vingegaard zählte auch sein Landsmann Mattias Skjelmose Jensen zu den Verlierern des Tages. Der Däne wies als 17. einen Rückstand von 27 Sekunden auf. Matteo Jorgenson übernahm die Gesamtführung und liegt nun 22 Sekunden vor Jonas Vingegaard und 36 Sekunden vor Florian Lipowitz.
Nach seinem Sturz ging Jonas Vingegaard nicht an den Start der 6. Etappe. Die Etappe wurde erneut vom Wind und den kalten Temperaturen geprägt, wobei das Team Visma-Lease a Bike das Hauptfeld rund 50 Kilometer vor dem Ziel in mehrere Gruppen spaltete. In der ersten Gruppe waren zahlreiche Fahrer der Mannschaften Visma-Lease a Bike und Ineos Grenadiers vertreten, wobei auch Mattias Skjelmose Jensen, Mads Pedersen (beide Lidl-Trek), Florian Lipowitz, Matteo Sobrero (beide Red Bull-Bora-hansgrohe) und Maximilian Schachmann (Soudal Quick-Step) den Sprung in die Spitzengruppe schafften. Dahinter verloren die weiteren Gesamtklassement-Fahrer deutlich an Zeit. Die meisten büßten schlussendlich rund zwei Minuten ein, ehe Lenny Martinez das Ziel als 81. mit einem Rückstand von fast neun Minuten erreichte. Den Etappensieg sicherte sich der Däne Mads Pedersen im Sprint einer zwölf Fahrer umfassenden Gruppe vor dem Ineos-Grenadiers-Duo Joshua Tarling und Samuel Watson. Matteo Jorgenson verteidigte seine Gesamtführung und lag nun 40 Sekunden vor Florian Lipowitz und 59 Sekunden vor Mattias Skjelmose. Das Trio hatte sich zudem die Zeitbonifikationen beim Zwischensprint gesichert.
Die 7. Etappe musste aufgrund des schlechten Wetters um 40 Kilometer verkürzt werden, wobei der Col Saint Martin (1500 m) aus dem Programm genommen wurde. Der Schlussanstieg nach Auron (1614 m) stellte somit die einzige Schwierigkeit des Tages dar. Der gesamtdritte Mattias Skjelmose Jensen kam rund 50 Kilometer vor dem Ziel zu Sturz und musste das Rennen aufgeben. Den Etappensieg sicherte sich der Australier Michael Storer (Tudor), der sich aus der Ausreißergruppe vor Mauro Schmid (Jayco AlUla) und Georg Steinhauser (EF Education-EasyPost) durchsetzte. Dahinter kam es in der Gruppe um den gesamtführenden Matteo Jorgenson nur zu geringen Zeitabständen, womit der US-Amerikaner das Gelbe Trikot verteidigte und nun 37 Sekunden vor Florian Lipowitz liegt. Hinter Thymen Arensman (Ineos Grenadiers) rückte Michael Storer nach seiner erfolgreichen Flucht auf den vierten Gesamtrang vor, liegt jedoch bereits fast zweieinhalb Minuten zurück.
Die abschließende 8. Etappe gewann der US-Amerikaner Magnus Sheffield (Ineos Grenadiers), der sich rund 35 Kilometer vor dem Ziel von der Favoritengruppe absetzte und die letzten zwölf Kilometer als Solist absolvierte. Nachdem er sich im Anstieg des Col des Quatre Chemins (346 m) von seinem letzten Begleiter abgesetzt hatte, setzte er sich mit einem Vorsprung von 29 Sekunden vor dem gesamtführenden Matteo Jorgenson durch, der das Gelbe Trikot verteidigte. Der US-Amerikaner hatte sich im vorletzten Anstieg des Col d’Èze ebenfalls von den restlichen Gesamtklassement-Fahrern abgesetzt. Felix Gall (Decathlon AG2R La Mondiale) beendete die Etappe als Dritter mit einem Rückstand von 35 Sekunden. Als Vierter führte Michael Storer eine vier Fahrer umfassende Verfolgergruppe über den Zielstrich, die eine Minute und eine Sekunde auf den Etappensieger verlor. In dieser waren auch Florian Lipowitz, Thymen Arensman und Clément Champoussin vertreten. Die nächste Gruppe, mit der auch João Almeida das Ziel erreichte, verlor eine Minute und 40 Sekunden. Matteo Jorgenson wiederholte seinen Gesamtsieg aus dem Vorjahr und setzte sich schlussendlich mit einem Vorsprung von einer Minute und 15 Sekunden vor Florian Lipowitz durch. Thymen Arensman wurde mit einem Rückstand von einer Minute und 58 Sekunden Gesamtdritter.

### Etappe 1: Le Perray-en-Yvelines – Le Perray-en-Yvelines (156,5 km)
Als Start- und Zielort der ersten Etappe diente der Pariser Vorort Le Perray-en-Yvelines. Die Streckenführung umfasste zwei Rundkurse, die abwechselnd befahren wurden, wobei die erste Schleife insgesamt zweimal absolviert werden musste. Zunächst wurde ein westlicher Rundkurs befahren, der auf den ersten Kilometern in den Forêt Domaniale de Rambouillet führte. Über Montfort-l’Amaury ging es nach Auteuil, ehe die erste Bergwertung der 3. Kategorie nach 32,9 Kilometern auf der Côte de Villiers-Saint-Fréderic (166 m) abgenommen wurde. Die Punkte sicherten sich die drei Ausreißer Alexandre Delettre (TotalEnergies), Samuel Fernández (Caja Rural-Seguros RGA) und Taco van der Hoorn (Intermarché-Wanty). Im Anschluss ging es über Les Mesnuls und Les Bréviaires zurück zum Start- und Zielort, wo nach 54,6 Kilometern die erste Zielpassage erfolgte. Nun wechselten die Fahrer auf den östlichen Rundkurs, auf dem kurz nach Dampierre-en-Yvelines mit der Côte des 17 Tournants (172 m) eine weitere Bergwertung der 3. Kategorie überquert wurde. Die drei Ausreißer überquerten die Kuppe dabei nach 70,1 Kilometern in der gleichen Reihenfolge wie zuvor. Nachdem Chevreuse und Cernay-la-Ville durchfahren worden waren, geht es zurück nach Le Perray-en-Yvelines, wo die zweite Zielpassage nach 98,8 Kilometern erfolgte. Nun wurde ein weiteres Mal der westliche Rundkurs absolviert, wobei die bis zu 15 % steile Côte de Villiers-Saint-Fréderic 21,6 Kilometer vor dem Ziel zum zweiten Mal überquert wurde. Diesmal setzte sich Matteo Jorgenson (Visma-Lease a Bike) aus dem Hauptfeld vor Julian Alaphilippe (Tudor) und Florian Lipowitz (Red Bull-Bora-hansgrohe) durch. Auf dem Rückweg stieg die Straße kurz nach Les Mesnuls auf der D191 ein weiteres Mal an, ehe 9,5 Kilometer vor dem Ziel der einzige Zwischensprint ausgefahren wurde. Hier wurden Zeitbonifikationen vergeben, die sich Jhonatan Narváez (UAE Team Emirates-XRG), Matteo Jorgensen und Magnus Sheffield (Ineos Grenadiers) sicherten. Die letzten Kilometer führten im Anschluss flach nach Le Perray-en-Yvelines, wo es auf der D910 neben dem Champ de Foire zu einem Massensprint kam.
| Platz | Fahrer            | Nation | Team                    | Zeit                   |
| ----- | ----------------- | ------ | ----------------------- | ---------------------- |
| 01.   | Tim Merlier       | BEL    | Soudal Quick-Step       | 3:32:03 h (44,16 km/h) |
| 02.   | Arnaud Démare     | FRA    | Arkéa-B&B Hotels        | "                      |
| 03.   | Alberto Dainese   | ITA    | Tudor Pro Cycling Team  | "                      |
| 04.   | Sebastián Molano  | COL    | UAE Team Emirates-XRG   | "                      |
| 05.   | Axel Zingle       | FRA    | Team Visma-Lease a Bike | "                      |
| 06.   | Yevgeniy Fedorov  | KAZ    | XDS Astana Team         | "                      |
| 07.   | Mick van Dijke    | NED    | Red Bull-Bora-hansgrohe | "                      |
| 08.   | Timo Kielich      | BEL    | Alpecin-Deceuninck      | "                      |
| 09.   | Vincenzo Albanese | ITA    | EF Education-EasyPost   | "                      |
| 10.   | Max Walscheid     | GER    | Team Jayco AlUla        | "                      |

| Platz | Fahrer           | Nation | Team                    | Zeit       |
| ----- | ---------------- | ------ | ----------------------- | ---------- |
| 01.   | Tim Merlier      | BEL    | Soudal Quick-Step       | 3:31:53 h  |
| 02.   | Arnaud Démare    | FRA    | Arkéa-B&B Hotels        | + 0:04 min |
| 03.   | Jhonatan Narváez | ECU    | UAE Team Emirates-XRG   | "          |
| 04.   | Alberto Dainese  | ITA    | Tudor Pro Cycling Team  | + 0:06 min |
| 05.   | Matteo Jorgenson | USA    | Team Visma-Lease a Bike | "          |
| 06.   | Magnus Sheffield | USA    | Ineos Grenadiers        | + 0:08 min |
| 07.   | Sebastián Molano | COL    | UAE Team Emirates-XRG   | + 0:10 min |
| 08.   | Axel Zingle      | FRA    | Team Visma-Lease a Bike | "          |
| 09.   | Yevgeniy Fedorov | KAZ    | XDS Astana Team         | "          |
| 10.   | Mick van Dijke   | NED    | Red Bull-Bora-hansgrohe | "          |

### Etappe 2: Montesson – Bellegarde (183,9 km)
Die zweite Etappe führte von Montesson ins südliche Bellegarde. Vorbei am Schloss Saint-Germain-en-Laye ging es auf den ersten Kilometern in Richtung Südwesten, ehe auf der Côte des Mesnuls (190 m) nach 34,1 Kilometern eine Bergwertung der 3. Kategorie abgenommen wurde. Die drei Ausreißer Alexandre Delettre (TotalEnergies), Jonas Abrahamsen (Uno-X Mobility) und Samuel Fernández (Caja Rural-Seguros RGA) sicherten sich dabei die Punkte. Nachdem mit Le Perray-en-Yvelines der Start- und Zielort der 1. Etappe passiert worden war, wurde auf der nahegelegenen Côte de la Villeneuve (175 m) eine weitere Bergwertung der 3. Kategorie bei Kilometer 54,1 ausgefahren. Die Ausreißer holten in derselben Reihenfolge erneut die Bergpunkte. Auf leicht hügeligem Terrain ging es weiter nach Dourdan, bevor die Straße abflachte und durch Angerville und Pithiviers zum Zielort Bellegarde führte. Nachdem zwei der drei Ausreißer eingeholt worden waren, erfolgte 20,3 Kilometer vor dem Ziel bei der ersten Zieldurchfahrt der einzige Zwischensprint, bei dem sich Jonas Abrahamsen vor Mick van Dijke (Red Bull-Bora-hansgrohe) und Matteo Jorgenson (Visma-Lease a Bike) die meisten Zeitbonifikationen sicherte. Der finale Rundkurs führte über die D44 und D151, ehe die Etappe in einem Massensprint endete.
| Platz | Fahrer             | Nation | Team                    | Zeit                   |
| ----- | ------------------ | ------ | ----------------------- | ---------------------- |
| 01.   | Tim Merlier        | BEL    | Soudal Quick-Step       | 4:11:29 h (43,87 km/h) |
| 02.   | Emilien Jeannière  | FRA    | TotalEnergies           | "                      |
| 03.   | Mads Pedersen      | DEN    | Lidl-Trek               | "                      |
| 04.   | Alexander Kristoff | NOR    | Uno-X Mobility          | "                      |
| 05.   | Timo Kielich       | BEL    | Alpecin-Deceuninck      | "                      |
| 06.   | Axel Zingle        | FRA    | Team Visma-Lease a Bike | "                      |
| 07.   | Arnaud Démare      | FRA    | Arkéa-B&B Hotels        | "                      |
| 08.   | Matevž Govekar     | SLO    | Bahrain Victorious      | "                      |
| 09.   | Fabio Jakobsen     | NED    | Team Picnic PostNL      | "                      |
| 10.   | Cees Bol           | NED    | XDS Astana Team         | "                      |

| Platz | Fahrer            | Nation | Team                    | Zeit       |
| ----- | ----------------- | ------ | ----------------------- | ---------- |
| 01.   | Tim Merlier       | BEL    | Soudal Quick-Step       | 7:43:12 h  |
| 02.   | Arnaud Démare     | FRA    | Arkéa-B&B Hotels        | + 0:14 min |
| 03.   | Emilien Jeannière | FRA    | TotalEnergies           | "          |
| 04.   | Matteo Jorgenson  | USA    | Team Visma-Lease a Bike | "          |
| 05.   | Jhonatan Narváez  | ECU    | UAE Team Emirates-XRG   | "          |
| 06.   | Jonas Abrahamsen  | NOR    | Uno-X Mobility          | "          |
| 07.   | Mads Pedersen     | DEN    | Lidl-Trek               | + 0:16 min |
| 08.   | Mick van Dijke    | NED    | Red Bull-Bora-hansgrohe | "          |
| 09.   | Alberto Dainese   | ITA    | Tudor Pro Cycling Team  | "          |
| 10.   | Magnus Sheffield  | USA    | Ineos Grenadiers        | + 0:18 min |

### Etappe 3: Circuit de Nevers Magny-Cours – Nevers (28,4 km)
Die dritte Etappe wurde in Form eines Mannschaftszeitfahrens ausgetragen. Die Strecke führte vom Circuit de Nevers Magny-Cours nach Nevers, wobei zu Beginn der Großteil der Rennstrecke befahren wurde. Im Anschluss ging es über die D907 nach Magny-Cours, ehe nach 14 Kilometern die erste Zwischenzeit in der Ortschaft La Chaume des Pendus genommen wurde. Über die südliche Pont de la Loire erreichten die Fahrer Nevers und folgten der D504 im Anschluss entlang des Ufers der Loire in Richtung Westen. Bei einem Kreisverkehr bogen sie rechts auf den Boulevard de la Pisserotte ab, der Rampen von bis zu 11 % beinhaltete und für einen Kilometer mit 5,4 % anstieg. Die letzten 4,2 Kilometer führten leicht abschüssig ins Zentrum von Nevers, wo sich der Zielstrich befand.
| Platz | Team                            | Nation | Zeit                   |
| ----- | ------------------------------- | ------ | ---------------------- |
| 01.   | Team Visma-Lease a Bike         | NED    | 0:30:26 h (55,99 km/h) |
| 02.   | Team Jayco AlUla                | AUS    | + 0:15 min             |
| 03.   | Red Bull-Bora-hansgrohe         | GER    | + 0:25 min             |
| 04.   | Lidl-Trek                       | USA    | + 0:30 min             |
| 05.   | Ineos Grenadiers                | GBR    | + 0:33 min             |
| 06.   | EF Education-EasyPost           | USA    | + 0:34 min             |
| 07.   | Decathlon AG2R La Mondiale Team | FRA    | + 0:39 min             |
| 08.   | UAE Team Emirates-XRG           | UAE    | + 0:42 min             |
| 09.   | Movistar Team                   | ESP    | + 0:49 min             |
| 10.   | Soudal Quick-Step               | BEL    | + 0:51 min             |

| Platz | Fahrer                   | Nation | Team                    | Zeit       |
| ----- | ------------------------ | ------ | ----------------------- | ---------- |
| 01.   | Matteo Jorgenson         | USA    | Team Visma-Lease a Bike | 8:13:52 h  |
| 02.   | Jonas Vingegaard         | DEN    | Team Visma-Lease a Bike | + 0:06 min |
| 03.   | Michael Matthews         | AUS    | Team Jayco AlUla        | + 0:21 min |
| 04.   | Ben O’Connor             | AUS    | Team Jayco AlUla        | "          |
| 05.   | Alexander Wlassow        | RUS    | Red Bull-Bora-hansgrohe | + 0:31 min |
| 06.   | Florian Lipowitz         | GER    | Red Bull-Bora-hansgrohe | "          |
| 07.   | Mauro Schmid             | SUI    | Team Jayco AlUla        | "          |
| 08.   | Ben Zwiehoff             | GER    | Red Bull-Bora-hansgrohe | + 0:34 min |
| 09.   | Mattias Skjelmose Jensen | DEN    | Lidl-Trek               | + 0:36 min |
| 10.   | Magnus Sheffield         | USA    | Ineos Grenadiers        | + 0:38 min |

### Etappe 4: Vichy – La Loge des Gardes (163,4 km)
Die vierte Etappe führte von Vichy ins Zentralmassiv, wo die erste Bergankunft der 83. Austragung in La Loge des Gardes auf einer Höhe von 1077 Metern stattfand. Unmittelbar nach dem Start ging es in die Monts du Forez, wo nach 33,6 großteils ansteigenden Kilometern eine Bergwertung der 3. Kategorie auf der Côte de Lavoine (885 m) abgenommen wurde. Hier sicherten sich Thomas Gachignard (TotalEnergies), Andreas Leknessund (Uno-X Mobility) und Sylvain Moniquet (Lotto) die Punkte aus einer acht Fahrer umfassenden Spitzengruppe, in der auch Thibault Guernalec (Arkéa-B&B Hotels), Edward Planckaert (Alpecin-Deceuninck), Vincenzo Albanese (EF Education-EasyPost), Dion Smith (Intermarché-Wanty) und Ben Swift (Ineos Grenadiers) vertreten waren. Über Ferrières-sur-Sichon und Le Mayet-de-Montagne ging es im Anschluss zurück in Richtung Norden, wobei die Fahrer mit der Durchfahrung von Cusset fast zum Ausgangspunkt der Etappe zurückkehrten. Auf der weiteren Fahrt Richtung Osten wurden mit der Côte de la Bruyère (484 m) und Côte de la Croix Bruyère (484 m) zwei Bergwertungen der 3. Kategorie bei den Kilometermarken 79,2 und 106 überquert. Thomas Gachignard sicherte sich auch hier die meisten Punkte, wobei er sich einmal vor Andreas Leknessund und einmal vor Vincenzo Albanese durchsetzte. Einen Punkt sicherten sich jeweils Sylvain Moniquet und Thibault Guernalec. Nun drehte die Fahrtrichtung erneut gen Süden und die Fahrer kehrten in die Monts du Forez zurück, wo die Straße auf der D26 stetig anstieg. Obwohl der höchste Punkt erst kurz vor der kleinen Ortschaft Les Biefs erreicht wurde, wurde mit der Côte du Canon (665 m) bereits zuvor nach 111,9 gefahrenen Kilometern im Gemeindegebiet von Arfeuilles eine Bergwertung der 2. Kategorie abgenommen. Auch hier holte Thomas Gachignard vor Andreas Leknessund, Edward Planckaert und Vincenzo Albanese die meisten Punkte. Nach einem kurzen Plateau ging es weiter nach Châtel-Montagne und Le Mayet-de-Montagne, wo bei Kilometer 136,8 der einzige Zwischensprint ausgefahren wurde. Die meisten Zeitbonifikationen gingen an Andreas Leknessund, gefolgt von Thomas Gachignard und Sylvain Moniquet. 13 Kilometer vor dem Ziel wurde mit der Côte de la Chabanne (680 m) ein weiterer Anstieg der 3. Kategorie befahren, wo sich Thomas Gachignard ein letztes Mal die meisten Bergpunkte sicherte. Danach erfolgte die Auffahrt nach La Loge des Gardes, die aus westlicher Richtung auf der D182 verlief. Der 6,7 Kilometer lange Anstieg wies dabei eine durchschnittliche Steigung von 7,1 % auf und galt als Bergwertung der 1. Kategorie.
| Platz | Fahrer                   | Nation | Team                    | Zeit                   |
| ----- | ------------------------ | ------ | ----------------------- | ---------------------- |
| 01.   | João Almeida             | POR    | UAE Team Emirates-XRG   | 3:37:06 h (45,15 km/h) |
| 02.   | Jonas Vingegaard         | DEN    | Team Visma-Lease a Bike | + 0:01 min             |
| 03.   | Mattias Skjelmose Jensen | DEN    | Lidl-Trek               | + 0:02 min             |
| 04.   | Lenny Martinez           | FRA    | Groupama-FDJ            | "                      |
| 05.   | Florian Lipowitz         | GER    | Red Bull-Bora-hansgrohe | + 0:06 min             |
| 06.   | Matteo Jorgenson         | USA    | Team Visma-Lease a Bike | "                      |
| 07.   | Brandon McNulty          | USA    | UAE Team Emirates-XRG   | + 0:09 min             |
| 08.   | Harold Tejada            | COL    | XDS Astana Team         | + 0:17 min             |
| 09.   | Thymen Arensman          | NED    | Ineos Grenadiers        | "                      |
| 10.   | Clément Champoussin      | FRA    | XDS Astana Team         | + 0:21 min             |

| Platz | Fahrer                   | Nation | Team                    | Zeit       |
| ----- | ------------------------ | ------ | ----------------------- | ---------- |
| 01.   | Jonas Vingegaard         | DEN    | Team Visma-Lease a Bike | 11:50:59 h |
| 02.   | Matteo Jorgenson         | USA    | Team Visma-Lease a Bike | + 0:05 min |
| 03.   | Mattias Skjelmose Jensen | DEN    | Lidl-Trek               | + 0:33 min |
| 04.   | Florian Lipowitz         | GER    | Red Bull-Bora-hansgrohe | + 0:36 min |
| 05.   | João Almeida             | POR    | UAE Team Emirates-XRG   | + 0:37 min |
| 06.   | Thymen Arensman          | NED    | Ineos Grenadiers        | + 0:56 min |
| 07.   | Brandon McNulty          | USA    | UAE Team Emirates-XRG   | + 0:56 min |
| 08.   | Tobias Foss              | NOR    | Ineos Grenadiers        | + 1:06 min |
| 09.   | Lenny Martinez           | FRA    | Groupama-FDJ            | + 1:09 min |
| 10.   | Pablo Castrillo          | ESP    | Movistar Team           | + 1:22 min |

### Etappe 5: Saint-Just-en-Chevalet – La Côte-Saint-André (196,5 km)
Die fünfte Etappe führte von Saint-Just-en-Chevalet über einen hügeligen Parcours nach La Côte-Saint-André, wo sich das Ziel am Ende einer kurzen Schlusssteigung neben der Kapelle Notre-Dame-de-Sciez befand. Bereits nach 10,9 Kilometern wurde auf der Côte de Saint-Polgues (588 m) eine Bergwertung der 3. Kategorie abgenommen, wo sich Kobe Goossens (Intermarché-Wanty) vor Guillermo Thomas Silva (Caja Rural-Seguros RGA) und Georg Steinhauser (EF Education-EasyPost) durchsetzte. Im Anschluss ging es auf flachen Straßen über Balbigny und Saint-Symphorien-sur-Coise nach Rive-de-Gier. Nach der Überquerung des Gier erfolgte die Auffahrt auf die Côte de Trèves (366 m), die als Bergwertung der 3. Kategorie nach 106,3 Kilometern überquert wurde. Hier sicherten sich Ben Swift (Ineos Grenadiers), Thibaud Gruel (Groupama-FDJ) und Thomas Gachignard (TotalEnergies) die meisten Punkte. Bei Chavanay querten die Fahrer die Rhone, ehe die letzten 50 Kilometer erreicht wurden, die vier Bergwertungen der 3. Kategorie beinhalteten. Den Auftakt machte die schmale Côte du Château Jaune (422 m) gefolgt von der Côte de Sibuze (420 m) und der Côte de Chavagneux (473 m). Alle drei Anstiege waren rund 1000 Meter lang und wiesen durchschnittliche Steigungsprozente von rund 8 % auf. Die Bergwertungen wurden bei den Kilometern 149,4, 154,3 und 167,2 überquert, wobei sich Thibaud Gruel, Ben Swift und Tobias Foss (Ineos Grenadiers) jeweils einmal die meisten Punkte sicherten. Wenige Kilometer später folgte der vierte Anstieg der Côte d’Arzay (520 m), dessen Kuppe 16,4 Kilometer vor dem Ziel erreicht wurde. Die Auffahrt erfolgte über die schmale Chemin des Étangs, die auf einer Länge von 1300 Metern eine Durchschnittssteigung von 8 % aufwies und Rampen von bis zu 15 % beinhaltete. Tobias Foss gewann auch diese Bergwertung und setzte sich dabei vor Axel Zingle (Visma-Lease a Bike) und Daan Hoole (Lidl-Trek) durch. Nun folgte ein kurzes Plateau und 12,9 Kilometer vor dem Ziel wurde auf der D41 beim Étang Bertache in der Gemeinde Porte-des-Bonnevaux der einzige Zwischensprint ausgefahren. Tobias Foss, der das Rennen zu diesem Zeitpunkt als Solist anführte, holte die meisten Bonussekunden, ehe die weiteren Bonifikationen im Hauptfeld an Mads Pedersen (Lidl-Trek) und Florian Lipowitz (Red Bull-Bora-hansgrohe) gingen. Über die gut ausgebaute D518 ging es schlussendlich nach La Côte-Saint-André. Im Finale musste die 1700 Meter lange Côte de Notre-Dame-de-Sciez befahren werden, die im Schnitt mit 11,1 % anstieg und maximale Steigungsprozente von 18 % aufwies. Der Anstieg, der großteils auf der Chemin des Croix absolviert wurde, galt als Bergwertung der 2. Kategorie.
| Platz | Fahrer                 | Nation | Team                            | Zeit                   |
| ----- | ---------------------- | ------ | ------------------------------- | ---------------------- |
| 01.   | Lenny Martinez         | FRA    | Groupama-FDJ                    | 4:36:23 h (44,13 km/h) |
| 02.   | Clément Champoussin    | FRA    | XDS Astana Team                 | + 0:03 min             |
| 03.   | Matteo Jorgenson       | USA    | Team Visma-Lease a Bike         | "                      |
| 04.   | Harold Tejada          | COL    | XDS Astana Team                 | "                      |
| 05.   | Florian Lipowitz       | GER    | Red Bull-Bora-hansgrohe         | + 0:06 min             |
| 06.   | João Almeida           | POR    | UAE Team Emirates-XRG           | + 0:07 min             |
| 07.   | Brandon McNulty        | USA    | UAE Team Emirates-XRG           | + 0:11 min             |
| 08.   | Ilan Van Wilder        | BEL    | Soudal Quick-Step               | + 0:16 min             |
| 09.   | Magnus Sheffield       | USA    | Ineos Grenadiers                | "                      |
| 10.   | Aurélien Paret-Peintre | FRA    | Decathlon AG2R La Mondiale Team | + 0:18 min             |

| Platz | Fahrer                   | Nation | Team                    | Zeit       |
| ----- | ------------------------ | ------ | ----------------------- | ---------- |
| 01.   | Matteo Jorgenson         | USA    | Team Visma-Lease a Bike | 16:27:26 h |
| 02.   | Jonas Vingegaard         | DEN    | Team Visma-Lease a Bike | + 0:22 min |
| 03.   | Florian Lipowitz         | GER    | Red Bull-Bora-hansgrohe | + 0:36 min |
| 04.   | João Almeida             | POR    | UAE Team Emirates-XRG   | + 0:40 min |
| 05.   | Lenny Martinez           | FRA    | Groupama-FDJ            | + 0:55 min |
| 06.   | Mattias Skjelmose Jensen | DEN    | Lidl-Trek               | + 0:57 min |
| 07.   | Brandon McNulty          | USA    | UAE Team Emirates-XRG   | + 1:05 min |
| 08.   | Thymen Arensman          | NED    | Ineos Grenadiers        | + 1:14 min |
| 09.   | Clément Champoussin      | FRA    | XDS Astana Team         | + 1:22 min |
| 10.   | Harold Tejada            | COL    | XDS Astana Team         | + 1:24 min |

### Etappe 6: Saint-Julien-en-Saint-Alban – Berre-l’Étang (209,8 km)
Die sechste und längste Etappe führte auf flachen Straßen von Saint-Julien-en-Saint-Alban nach Berre-l’Étang. Auf den ersten Kilometern verlief die Streckenführung meist entlang der Rhone, wobei Le Teil und Bourg-Saint-Andéol durchfahren wurden. Von Pont-Saint-Esprit ging es im Anschluss nach Bagnols-sur-Cèze, ehe mit der Côte de Pouzilhac (233 m) eine Bergwertung der 3. Kategorie nach 88,3 Kilometern ausgefahren wurde. Hier setzten sich die drei Ausreißer Gachignard Thomas (TotalEnergies), Jakub Otruba (Caja Rural-Seguros RGA) und Rémi Cavagna (Groupama-FDJ) die meisten Punkte sicherten. Weiters wurde nach Remoulins die Rhône über die Pont d’Aramon gequert und es ging über Barbentane und vorbei an der Abtei Saint-Michel-de-Frigolet zur Côte des Baux-de-Provence (227 m), die nach 145,1 Kilometern auf der D27 passiert wurde. Hier holte Rémi Cavagna die meisten Punkte, gefolgt von Maximilian Schachmann (Soudal Quick-Step) und Victor Campenaerts (Visma-Lease a Bike), die im Hauptfeld fuhren. Nachdem auf dem höchsten Punkt eine Bergwertung der 3. Kategorie abgenommen worden war, ging es zur Côte de Mouriès (84 m), die ebenfalls als Anstieg der 3. Kategorie galt und nach 160,4 Kilometern überquert wurde. Als Solist führte Rémi Cavagna über die Kuppe, ehe Thymen Arensman (Ineos Grenadiers) und Edoardo Affini (Visma-Lease a Bike) die weiteren Punkte holten. Kurz darauf wurde Rémi Cavagna eingeholt und das Hauptfeld zerfiel aufgrund des Windes in mehrere Gruppen. Die letzten Kilometer führten über Eyguières und Lançon-Provence, wo 19,3 Kilometer vor dem Ziel ein Zwischensprint ausgefahren wurde, nach Berre-l’Étang. Der Zielort wurde dabei über die Uferstraße des Étang de Berre erreicht. Die Entscheidung fiel im Sprint aus einer zwölf Fahrer umfassenden Spitzengruppe.
| Platz | Fahrer                   | Nation | Team                    | Zeit                   |
| ----- | ------------------------ | ------ | ----------------------- | ---------------------- |
| 01.   | Mads Pedersen            | DEN    | Lidl-Trek               | 4:25:37 h (47,39 km/h) |
| 02.   | Joshua Tarling           | GBR    | Ineos Grenadiers        | "                      |
| 03.   | Samuel Watson            | GBR    | Ineos Grenadiers        | "                      |
| 04.   | Axel Zingle              | FRA    | Team Visma-Lease a Bike | "                      |
| 05.   | Matteo Sobrero           | ITA    | Red Bull-Bora-hansgrohe | "                      |
| 06.   | Magnus Sheffield         | USA    | Ineos Grenadiers        | "                      |
| 07.   | Mattias Skjelmose Jensen | DEN    | Lidl-Trek               | "                      |
| 08.   | Matteo Jorgenson         | USA    | Team Visma-Lease a Bike | "                      |
| 09.   | Maximilian Schachmann    | GER    | Red Bull-Bora-hansgrohe | "                      |
| 10.   | Thymen Arensman          | NED    | Ineos Grenadiers        | "                      |

| Platz | Fahrer                   | Nation | Team                    | Zeit       |
| ----- | ------------------------ | ------ | ----------------------- | ---------- |
| 01.   | Matteo Jorgenson         | USA    | Team Visma-Lease a Bike | 20:52:57 h |
| 02.   | Florian Lipowitz         | GER    | Red Bull-Bora-hansgrohe | + 0:40 min |
| 03.   | Mattias Skjelmose Jensen | DEN    | Lidl-Trek               | + 0:59 min |
| 04.   | Thymen Arensman          | NED    | Ineos Grenadiers        | + 1:20 min |
| 05.   | João Almeida             | POR    | UAE Team Emirates-XRG   | + 2:40 min |
| 06.   | Tobias Foss              | NOR    | Ineos Grenadiers        | + 2:47 min |
| 07.   | Magnus Sheffield         | USA    | Ineos Grenadiers        | + 2:54 min |
| 08.   | Brandon McNulty          | USA    | UAE Team Emirates-XRG   | + 3:05 min |
| 09.   | Clément Champoussin      | FRA    | XDS Astana Team         | + 3:22 min |
| 10.   | Harold Tejada            | COL    | XDS Astana Team         | + 3:24 min |

### Etappe 7: Nizza – Auron (109,3 km)
Die siebte Etappe startete in Nizza und endete mit einer Bergankunft in Auron auf einer Höhe von 1614 Metern. Der Wintersportort stellte zugleich den höchsten Punkt der 83. Austragung dar. Der neutralisierte Start erfolgte auf der Promenade des Anglais, ehe es entlang des Var in Richtung Norden ging. Die erste Bergwertung des Tages wurde nach 19,6 Kilometern auf der Côte d’Aspremont (537 m) abgenommen, wobei die Auffahrt über die M614 und M14 erfolgte. Im Anstieg bildete sich eine 15 Fahrer umfassende Spitzengruppe, in der Michael Storer (Tudor) mit einem Rückstand von drei Minuten und 55 Sekunden der bestplatzierteste Fahrer in der Gesamtwertung war. Nachdem sich Alexandre Delettre (TotalEnergies) vor Julian Alaphilippe (Tudor), Kelland O’Brien (Jayco AlUla) und Neilson Powless (EF Education-EasyPost) die meisten Punkte bei dem Anstieg der 2. Kategorie gesichert hatten, folgte eine kurze Abfahrt, ehe es leicht ansteigend nach Levens ging. Im Anschluss folgte eine längere Abfahrt zum Ufer des Var, bevor es von Saint-Martin-du-Var ins Vallée de la Vésubie gehen hätte sollen. Die weitere Streckenführung über Lantosque und Roquebillière zur Côte de Belvédère (767 m), und auf den Col Saint Martin (1500 m) wurde jedoch aufgrund der schlechten Wetterverhältnisse aus dem Programm genommen. Stattdessen ging es direkt ins Vallée de la Tinée. Bei leichten Steigungsprozenten führte die Strecke über Saint-Sauveur-sur-Tinée nach Isola, wo bei Kilometer 91 der einzige Zwischensprint ausgefahren wurde. Hier holte Michael Storer vor Julian Alaphilippe und Georg Steinhauser (EF Education-EasyPost) die meisten Bonifikationssekunden. Der Schlussanstieg begann kurz nach der Ortschaft Le Bourguet, wo die M2205C stärker zu steigen begann und nach Drogon führte. Bei einem Kreisverkehr wechselten die Fahrer auf die M39, die zur Bergankunft in Auron führte. Insgesamt wies der 7,3 Kilometer lange Schlussanstieg eine durchschnittliche Steigung von 7,2 % auf. Im Ziel wurde eine Bergwertung der 1. Kategorie abgenommen.
| Platz | Fahrer              | Nation | Team                            | Zeit                   |
| ----- | ------------------- | ------ | ------------------------------- | ---------------------- |
| 01.   | Michael Storer      | AUS    | Tudor Pro Cycling Team          | 2:43:31 h (40,10 km/h) |
| 02.   | Mauro Schmid        | SUI    | Team Jayco AlUla                | + 0:20 min             |
| 03.   | Georg Steinhauser   | GER    | EF Education-EasyPost           | + 0:30 min             |
| 04.   | Iván Romeo          | ESP    | Movistar Team                   | + 0:45 min             |
| 05.   | Jordan Jegat        | FRA    | TotalEnergies                   | + 0:50 min             |
| 06.   | Felix Gall          | AUT    | Decathlon AG2R La Mondiale Team | + 0:57 min             |
| 07.   | Lenny Martinez      | FRA    | Groupama-FDJ                    | + 1:04 min             |
| 08.   | Florian Lipowitz    | GER    | Red Bull-Bora-hansgrohe         | + 1:11 min             |
| 09.   | Clément Champoussin | FRA    | XDS Astana Team                 | + 1:14 min             |
| 10.   | Mads Pedersen       | DEN    | Lidl-Trek                       | "                      |

| Platz | Fahrer              | Nation | Team                    | Zeit       |
| ----- | ------------------- | ------ | ----------------------- | ---------- |
| 01.   | Matteo Jorgenson    | USA    | Team Visma-Lease a Bike | 23:37:42 h |
| 02.   | Florian Lipowitz    | GER    | Red Bull-Bora-hansgrohe | + 0:37 min |
| 03.   | Thymen Arensman     | NED    | Ineos Grenadiers        | + 1:20 min |
| 04.   | Michael Storer      | AUS    | Tudor Pro Cycling Team  | + 2:25 min |
| 05.   | João Almeida        | POR    | UAE Team Emirates-XRG   | + 2:40 min |
| 06.   | Magnus Sheffield    | USA    | Ineos Grenadiers        | + 2:54 min |
| 07.   | Brandon McNulty     | USA    | UAE Team Emirates-XRG   | + 3:05 min |
| 08.   | Clément Champoussin | FRA    | XDS Astana Team         | + 3:22 min |
| 09.   | Tobias Foss         | NOR    | Ineos Grenadiers        | + 3:28 min |
| 10.   | Harold Tejada       | COL    | XDS Astana Team         | + 3:36 min |

### Etappe 8: Nizza – Nizza (119,9 km)
Die achte und letzte Etappe startete und endete traditionell in Nizza. Die Strecke führte dabei über mehrere Anstiege der naheliegenden Seealpen, wobei sich der Rundkurs im Vergleich zu den Vorjahren etwas verändert hatte. Nach dem neutralisierten Start auf der Promenade des Anglais ging es entlang des Var in Richtung Norden, wobei die Fahrer über das Vallée de la Vésubie nach Lantosque gelangten. Hier begann die Auffahrt auf den Col de Porte (1056 m), der auf den letzten sieben Kilometern eine durchschnittliche Steigung von 7,2 % aufwies. Die Passhöhe, auf der eine Bergwertung der 1. Kategorie abgenommen worden war, wurde bei Kilometer 50,7 überquert, ehe es bergab nach Lucéram und L’Escarène ging. Die Punkte auf der Kuppe sicherten sich Joshua Tarling, Tobias Foss, Thymen Arensman, Magnus Sheffield (alle Ineos Grenadiers), sowie der Däne Mads Pedersen (Lidl-Trek), der kurz darauf antrat und sich als Solist absetzte. Im Anschluss folgte die Auffahrt auf die Côte de Peille (653 m), die ebenfalls als Anstieg der 1. Kategorie klassifiziert worden. Sie wies auf einer Länge von 6,5 Kilometern eine Durchschnittssteigung von 6,9 % auf und wurde nach 79,2 Kilometern überquert. Alexander Wlassow (Red Bull-Bora-hansgrohe) und Felix Gall (Decathlon AG2R La Mondiale), die zu Mads Pedersen aufgeschlossen hatten, sicherten sich die meisten Punkte, ehe hinter dem Trio Tobias Foss und Thymen Arensman die verbliebenen Punkte holten. Auf die anschließende flache Abfahrt nach La Turbie folgte der bis zu 13 % steile Boulevard du Maréchal Leclerc, der die Fahrer auf den Col d’Èze führt, wo nach 95,1 Kilometern der einzige Zwischensprint ausgefahren wurde. Hier setzte sich Mads Pedersen durch, der zugleich seinen Sieg in der Punktewertung fixierte. Hinter dem Dänen folgten Magnus Sheffield und Felix Gall, die sich die restlichen Punkte und Bonifikationssekunden sicherten. Im Finale ging es zunächst bergab nach Nizza, ehe mit dem Col des Quatre Chemins (346 m) die letzte Steigung des Tages in Angriff genommen wurde. Die 3,6 Kilometer lange Auffahrt über den Boulevard des 2 Corniches wies dabei eine durchschnittliche Steigung von 8,8 % auf und beinhaltete Rampen von bis zu 16 %. Auf der Passhöhe wurde neun Kilometer vor dem Ziel eine Bergwertung der 1. Kategorie abgenommen, ehe es auf der breiten M6007 bergab nach Nizza ging. Diesmal führte die Strecke jedoch zur Promenade des Anglais, wo sich das Ziel unweit des Jardin Albert 1er befand. Magnus Sheffield führte als Solist über die letzte Bergwertung, gefolgt von dem gesamtführenden Matteo Jorgenson (Visma-Lease a Bike), Felix Gall, Clément Champoussin (XDS Astana) und Alexander Wlassow.
| Platz | Fahrer                 | Nation | Team                            | Zeit                   |
| ----- | ---------------------- | ------ | ------------------------------- | ---------------------- |
| 01.   | Magnus Sheffield       | USA    | Ineos Grenadiers                | 2:48:37 h (42,66 km/h) |
| 02.   | Matteo Jorgenson       | USA    | Team Visma-Lease a Bike         | + 0:29 min             |
| 03.   | Felix Gall             | AUT    | Decathlon AG2R La Mondiale Team | + 0:35 min             |
| 04.   | Michael Storer         | AUS    | Tudor Pro Cycling Team          | + 1:01 min             |
| 05.   | Clément Champoussin    | FRA    | XDS Astana Team                 | "                      |
| 06.   | Florian Lipowitz       | GER    | Red Bull-Bora-hansgrohe         | "                      |
| 07.   | Thymen Arensman        | NED    | Ineos Grenadiers                | "                      |
| 08.   | Alexander Wlassow      | RUS    | Red Bull-Bora-hansgrohe         | + 1:04 min             |
| 09.   | Ilan Van Wilder        | BEL    | Soudal Quick-Step               | + 1:40 min             |
| 10.   | Aurélien Paret-Peintre | FRA    | Decathlon AG2R La Mondiale Team | "                      |

| Platz | Fahrer              | Nation | Team                    | Zeit       |
| ----- | ------------------- | ------ | ----------------------- | ---------- |
| 01.   | Matteo Jorgenson    | USA    | Team Visma-Lease a Bike | 26:26:42 h |
| 02.   | Florian Lipowitz    | GER    | Red Bull-Bora-hansgrohe | + 1:15 min |
| 03.   | Thymen Arensman     | NED    | Ineos Grenadiers        | + 1:58 min |
| 04.   | Magnus Sheffield    | USA    | Ineos Grenadiers        | + 2:17 min |
| 05.   | Michael Storer      | AUS    | Tudor Pro Cycling Team  | + 3:03 min |
| 06.   | João Almeida        | POR    | UAE Team Emirates-XRG   | + 3:57 min |
| 07.   | Clément Champoussin | FRA    | XDS Astana Team         | + 4:00 min |
| 08.   | Harold Tejada       | COL    | XDS Astana Team         | + 4:53 min |
| 09.   | Tobias Foss         | NOR    | Ineos Grenadiers        | + 4:59 min |
| 10.   | Ilan Van Wilder     | BEL    | Soudal Quick-Step       | + 5:26 min |

## Vergabe der UCI-Punkte
Paris–Nizza ist Teil der UCI WorldTour 2025. Während des Rennens wurden UCI-Punkte vergeben, die sich auf die Platzierung der Fahrer und Mannschaften im UCI-Ranking auswirkten. Die Punktevergabe erfolgte nach folgendem Schlüssel:
| Platzierung    | 1.  | 2.  | 3.  | 4.  | 5.  | 6.  | 7.  | 8.  | 9.  | 10. | Anmerkung                               |
| -------------- | --- | --- | --- | --- | --- | --- | --- | --- | --- | --- | --------------------------------------- |
| Gesamtwertung  | 500 | 400 | 325 | 275 | 225 | 175 | 150 | 125 | 100 | 85  | gestaffelt bis zum 60. Platz (3 Punkte) |
| Punktewertung  | 10  | —   | —   | —   | —   | —   | —   | —   | —   | —   |                                         |
| Bergwertung    | 10  | —   | —   | —   | —   | —   | —   | —   | —   | —   |                                         |
| Etappenwertung | 60  | 40  | 30  | 25  | 20  | 15  | 10  | 8   | 5   | 2   |                                         |
| Führung        | 10  | —   | —   | —   | —   | —   | —   | —   | —   | —   | Gesamtführender nach jeder Etappe       |

## Wertungen im Verlauf
| Etappe         | Etappensieger           | Gesamtwertung    | Punktewertung | Bergwertung        | Nachwuchswertung         | Teamwertung             | aktivster Fahrer |
| -------------- | ----------------------- | ---------------- | ------------- | ------------------ | ------------------------ | ----------------------- | ---------------- |
| 1              | Tim Merlier             | Tim Merlier      | Tim Merlier   | Alexandre Delettre | Magnus Sheffield         | XDS Astana Team         | Samuel Fernández |
| 2              | Tim Merlier             | Tim Merlier      | Tim Merlier   | Alexandre Delettre | Mick van Dijke           | XDS Astana Team         | Jonas Abrahamsen |
| 3              | Team Visma-Lease a Bike | Matteo Jorgenson | Tim Merlier   | Alexandre Delettre | Florian Lipowitz         | Team Visma-Lease a Bike | nicht vergeben   |
| 4              | João Almeida            | Jonas Vingegaard | Tim Merlier   | João Almeida       | Mattias Skjelmose Jensen | Ineos Grenadiers        | Tobias Foss      |
| 5              | Lenny Martinez          | Matteo Jorgenson | Tim Merlier   | João Almeida       | Florian Lipowitz         | Ineos Grenadiers        | Ben Swift        |
| 6              | Mads Pedersen           | Matteo Jorgenson | Mads Pedersen | Thomas Gachignard  | Florian Lipowitz         | Ineos Grenadiers        | Rémi Cavagna     |
| 7              | Michael Storer          | Matteo Jorgenson | Mads Pedersen | Thomas Gachignard  | Florian Lipowitz         | Ineos Grenadiers        | Michael Storer   |
| 8              | Magnus Sheffield        | Matteo Jorgenson | Mads Pedersen | Thomas Gachignard  | Florian Lipowitz         | Ineos Grenadiers        | Mads Pedersen    |
| Wertungssieger | Wertungssieger          | Matteo Jorgenson | Mads Pedersen | Thomas Gachignard  | Florian Lipowitz         | Ineos Grenadiers        | nicht vergeben   |